# Claudia Pechstein
Claudia Pechstein (Berlín Oriental, RDA, 22 de febrero de 1972) es una deportista alemana que compitió en patinaje de velocidad sobre hielo. 
Participó en siete Juegos Olímpicos de Invierno, entre los años 1992 y 2018, obteniendo en total nueve medallas: bronce en Albertville 1992, en los 5000 m; oro y bronce en Lillehammer 1994, en 5000 m y 3000 m; oro y plata en Nagano 1998, en 5000 m y 3000 m; dos oros en Salt Lake City 2002, en 5000 m y 3000 m, y oro y plata en Turín 2006, en persecución por equipos (junto con Daniela Anschütz-Thoms, Anni Friesinger, Lucille Opitz y Sabine Völker) y 5000 m.
Ganó 11 medallas en el Campeonato Mundial de Patinaje de Velocidad sobre Hielo entre los años 1996 y 2006, y 30 medallas en el Campeonato Mundial de Patinaje de Velocidad sobre Hielo en Distancia Individual entre los años 1996 y 2017. Además, obtuvo 11 medallas en el Campeonato Europeo de Patinaje de Velocidad sobre Hielo entre los años 1996 y 2012.

## Suspensión por dopaje
En julio de 2009, la Unión Internacional de Patinaje sobre Hielo (ISU) suspendió a la patinadora por dos años a causa de anomalías en sus muestras sanguíneas. Pechstein recurrió posteriormente la decisión en el Tribunal de Arbitraje Deportivo (TAS), pero este confirmó la sanción de la ISU, por lo que no pudo competir en los Juegos Olímpicos de Vancouver 2010. Una vez finalizada la suspensión, en 2011, regresó a la competición, ganando nuevas medallas. Pero siguió luchando para aclarar su inocencia en la acusación de dopaje, y en 2015 la Audiencia Superior de Baviera anuló la decisión de la ISU y el fallo del TAS, ya que la deportista había demostrado con nuevos análisis que las anomalías en los valores de su sangre eran debidas a causas naturales.

## Palmarés internacional
| Juegos Olímpicos                           | Juegos Olímpicos                | Juegos Olímpicos  | Juegos Olímpicos        |
| Año                                        | Lugar                           | Medalla           | Prueba                  |
| ------------------------------------------ | ------------------------------- | ----------------- | ----------------------- |
| 1992                                       | Albertville (Francia)           | Medalla de bronce | 5000 m                  |
| 1994                                       | Lillehammer (Noruega)           | Medalla de oro    | 5000 m                  |
| 1994                                       | Lillehammer (Noruega)           | Medalla de bronce | 3000 m                  |
| 1998                                       | Nagano (Japón)                  | Medalla de oro    | 5000 m                  |
| 1998                                       | Nagano (Japón)                  | Medalla de plata  | 3000 m                  |
| 2002                                       | Salt Lake City (Estados Unidos) | Medalla de oro    | 3000 m                  |
| 2002                                       | Salt Lake City (Estados Unidos) | Medalla de oro    | 5000 m                  |
| 2006                                       | Turín (Italia)                  | Medalla de oro    | Persecución por equipos |
| 2006                                       | Turín (Italia)                  | Medalla de plata  | 5000 m                  |
| Campeonato Mundial                         |                                 |                   |                         |
| Año                                        | Lugar                           | Medalla           | Prueba                  |
| 1996                                       | Inzell (Alemania)               | Medalla de plata  | Clasificación general   |
| 1997                                       | Nagano (Japón)                  | Medalla de plata  | Clasificación general   |
| 1998                                       | Heerenveen (Países Bajos)       | Medalla de plata  | Clasificación general   |
| 1999                                       | Hamar (Noruega)                 | Medalla de plata  | Clasificación general   |
| 2000                                       | Milwaukee (Estados Unidos)      | Medalla de oro    | Clasificación general   |
| 2001                                       | Budapest (Hungría)              | Medalla de plata  | Clasificación general   |
| 2002                                       | Heerenveen (Países Bajos)       | Medalla de bronce | Clasificación general   |
| 2003                                       | Gotemburgo (Suecia)             | Medalla de plata  | Clasificación general   |
| 2004                                       | Hamar (Noruega)                 | Medalla de plata  | Clasificación general   |
| 2005                                       | Moscú (Rusia)                   | Medalla de bronce | Clasificación general   |
| 2006                                       | Calgary (Canadá)                | Medalla de plata  | Clasificación general   |
| Campeonato Mundial en Distancia Individual |                                 |                   |                         |
| Año                                        | Lugar                           | Medalla           | Prueba                  |
| 1996                                       | Hamar (Noruega)                 | Medalla de oro    | 5000 m                  |
| 1996                                       | Hamar (Noruega)                 | Medalla de plata  | 1500 m                  |
| 1996                                       | Hamar (Noruega)                 | Medalla de plata  | 3000 m                  |
| 1997                                       | Varsovia (Polonia)              | Medalla de bronce | 5000 m                  |
| 1998                                       | Calgary (Canadá)                | Medalla de plata  | 3000 m                  |
| 1998                                       | Calgary (Canadá)                | Medalla de plata  | 5000 m                  |
| 1998                                       | Calgary (Canadá)                | Medalla de bronce | 1500 m                  |
| 1999                                       | Heerenveen (Países Bajos)       | Medalla de plata  | 3000 m                  |
| 1999                                       | Heerenveen (Países Bajos)       | Medalla de plata  | 5000 m                  |
| 2000                                       | Nagano (Japón)                  | Medalla de oro    | 1500 m                  |
| 2000                                       | Nagano (Japón)                  | Medalla de oro    | 3000 m                  |
| 2000                                       | Nagano (Japón)                  | Medalla de plata  | 5000 m                  |
| 2001                                       | Salt Lake City (Estados Unidos) | Medalla de plata  | 5000 m                  |
| 2001                                       | Salt Lake City (Estados Unidos) | Medalla de bronce | 3000 m                  |
| 2003                                       | Berlín (Alemania)               | Medalla de oro    | 5000 m                  |
| 2003                                       | Berlín (Alemania)               | Medalla de plata  | 3000 m                  |
| 2004                                       | Seúl (Corea del Sur)            | Medalla de oro    | 3000 m                  |
| 2004                                       | Seúl (Corea del Sur)            | Medalla de bronce | 5000 m                  |
| 2005                                       | Inzell (Alemania)               | Medalla de plata  | 3000 m                  |
| 2005                                       | Inzell (Alemania)               | Medalla de plata  | 5000 m                  |
| 2007                                       | Salt Lake City (Estados Unidos) | Medalla de plata  | 5000 m                  |
| 2007                                       | Salt Lake City (Estados Unidos) | Medalla de bronce | Persecución por equipos |
| 2008                                       | Nagano (Japón)                  | Medalla de bronce | Persecución por equipos |
| 2011                                       | Inzell (Alemania)               | Medalla de bronce | 5000 m                  |
| 2011                                       | Inzell (Alemania)               | Medalla de bronce | Persecución por equipos |
| 2012                                       | Heerenveen (Países Bajos)       | Medalla de bronce | 5000 m                  |
| 2013                                       | Sochi (Rusia)                   | Medalla de bronce | 3000 m                  |
| 2013                                       | Sochi (Rusia)                   | Medalla de bronce | 5000 m                  |
| 2015                                       | Heerenveen (Países Bajos)       | Medalla de bronce | 5000 m                  |
| 2017                                       | Gangneung (Corea del Sur)       | Medalla de plata  | 5000 m                  |
| Campeonato Europeo                         |                                 |                   |                         |
| Año                                        | Lugar                           | Medalla           | Prueba                  |
| 1996                                       | Heerenveen (Países Bajos)       | Medalla de bronce | Clasificación general   |
| 1998                                       | Helsinki (Finlandia)            | Medalla de oro    | Clasificación general   |
| 1999                                       | Heerenveen (Países Bajos)       | Medalla de plata  | Clasificación general   |
| 2001                                       | Baselga di Piné (Italia)        | Medalla de plata  | Clasificación general   |
| 2002                                       | Erfurt (Alemania)               | Medalla de plata  | Clasificación general   |
| 2003                                       | Heerenveen (Países Bajos)       | Medalla de plata  | Clasificación general   |
| 2004                                       | Heerenveen (Países Bajos)       | Medalla de plata  | Clasificación general   |
| 2005                                       | Heerenveen (Países Bajos)       | Medalla de bronce | Clasificación general   |
| 2006                                       | Hamar (Noruega)                 | Medalla de oro    | Clasificación general   |
| 2009                                       | Heerenveen (Países Bajos)       | Medalla de oro    | Clasificación general   |
| 2012                                       | Budapest (Hungría)              | Medalla de plata  | Clasificación general   |